# David Addy
David Nii Addy (født 21. februar 1990 i Prampram, Ghana) er en ghanesisk fodboldspiller som spiller for Vitória SC og det ghanesiske fodboldlandshold. Han fik sit gennembrud i Randers FC i den danske SAS Liga.

## Karriere
Han begyndte at spille for for den danske klub Randers FC, i juli 2008. I vinterens transfervindue i 2010 skiftede han til den portugisiske storklub FC Porto. Salget af David Addy skulle angiveligt have indbragt Randers FC i nærheden af 6 mio. kr.
Derudover har han spillet i All Stars FC i perioden 2005-2007, og for SC Adelaide og Inter Allies FC. Desuden blev han kåret som årets unge spiller i Ghana i 2008.

## Position
Hans foretrukne position er venstre back, men han kan også spille på den venstre midtbane. Så i en nøddeskal, er han en rimelig alsidig spiller. Addy er dog mest kendt for at være en forsvarspiller – med med offensive kvaliteter.

## International karriere
Han blev kaldt op til sin første kamp for Ghanas fodboldlandshold i en kamp mod Lesotho den 8 juni 2008. Han spillede sin anden kamp for Ghana den 2. november 2008 i en kamp mod Nigerias fodboldlandshold.

## Titler
Addy blev i 2008 kåret som årets unge spiller i Ghana. Han blev også udnævnt som den bedste forsvarspiller 2008 i Ghana.